# 1994 في تركيا
فيما يلي قوائم الأحداث التي وقعت خلال عام 1994 في تركيا.

## سياسة

### تعيين في المنصب
- 27 مارس – مليح غوكجك عمدة أنقرة.

## كتب
من الكتب التي صدرت هذه السنة في تركيا:
- 1 يناير – الحياة الجديدة من تأليف أورخان باموق.

## مواليد

### يناير
- 1 يناير – ايليت اسكان ممثلة تركية.
- 6 يناير – صالح أوتشان لاعب كرة قدم تركي.[1]

### فبراير
- 26 فبراير – أحمد يلماز تشاليك لاعب كرة قدم تركي.[2]

### أبريل
- 28 أبريل – جانسو كوكسال لاعبة كرة سلة تركية.

### يونيو
- 21 يونيو – باشاك إرايدن لاعبة كرة مضرب تركية.

### أكتوبر
- 4 أكتوبر – ميليس توزونغوتش[3]

## وفيات

### يناير
- 20 يناير – بديا موفاهيت (مواليد 1897) ممثلة تركية.

### فبراير
- 6 فبراير – أورورا مارديغانيان (مواليد 1901) ممثلة أمريكية.[4]

### مارس
- 12 مارس – محمد أورخان (مواليد 1909)

### يوليو
- 13 يوليو – أيفر فيري (مواليد 1928) ممثلة تركية.[5]

### ديسمبر
- 2 ديسمبر – أورخان شائق كوك أي (مواليد 1902) مؤلف تركي.[6]
- 5 ديسمبر – عاصم أورهان باروت (مواليد 1926)